# Babrak Karmal
Babrak Karmal, paszto ببرک کارمل (ur. 6 stycznia 1929 w Kamari nieopodal Kabulu, zm. 3 grudnia 1996 w Moskwie) – polityk afgański o poglądach proradzieckich, przywódca Afganistanu w latach 1979–1986. Wprowadził państwo świeckie oraz równouprawnienie kobiet.
Od początku lat pięćdziesiątych był działaczem ruchu komunistycznego w Afganistanie. W 1953 został aresztowany za udział w demonstracji studenckiej i był więziony przez blisko 3 lata. W latach 1957–1959 odbywał służbę wojskową. W latach 1960–1964 był pracownikiem Ministerstwa Oświaty i Ministerstwa Planowania. W latach 1964–1973 był deputowanym do Izby Ludowej – parlamentu afgańskiego. W styczniu 1966 został wybrany członkiem KC Ludowo-Demokratycznej Partii Afganistanu (LDPA). W kwietniu 1978 aresztowany wraz z innymi członkami KC LDPA podczas rządów Mohammada Dauda. Uwolniony został podczas rewolucji kwietniowej.
Od maja do lipca 1978 był wiceprzewodniczącym Rady Rewolucyjnej Afganistanu i wicepremierem, następnie od lipca do września 1979 ambasadorem Afganistanu w Czechosłowacji. Jego „zesłanie” na placówkę wynikało z popadnięcia w konflikt z Tarakim i Aminem. 23 grudnia 1979 roku, tuż przed rozpoczęciem sowieckiej interwencji w Afganistanie, został przetransportowany przez KGB z powrotem do Kabulu. 28 grudnia, dzień po zabiciu przez komandosów z Grupy Alfa KGB ZSRR Hafizullaha Amina, został wybrany na stanowisko sekretarza generalnego KC ALDPJ, przewodniczącego Rady Rewolucyjnej Afganistanu, premiera oraz naczelnego dowódcy sił zbrojnych. Oficjalnie Karmal ogłosił, że stanął na czele „powstania ludowego” przeciw „tyranii Amina”. W rzeczywistości był jednak marionetką w rękach przywódców ZSRR. W maju 1986 został zastąpiony przez Mohammada Nadżibullaha. Po odsunięciu od władzy wyjechał do Moskwy, gdzie zmarł.

## Życiorys

### Wczesne życie i działalność
Urodził się jako Sultan Husajn w dniu 6 stycznia 1929 roku. Był drugim z pięciorga dzieci Muhammada Husajna Hasza będącego generałem armii afgańskiej i byłym gubernatorem prowincji Paktija. Jego rodzina była jedną z najbogatszych rodzin w Kabulu. Urodził się w Kamari, wsi niedaleko Kabulu. Uczęszczał do niemieckojęzycznej Szkoły Nejat, którą ukończył w 1948 roku, po czym rozpoczął studia w Kolegium Prawa i Nauk Politycznych Uniwersytetu w Kabulu. Jego kariera na Kolegium została zrujnowana przez władze uczelniane, które wydaliły go z kolegium za działalność w związku uczniowskim o profilu marksistowskim. Studiował kolejno w Wyższej Szkole Prawa i Nauk Politycznych na Uniwersytecie w Kabulu (1951–53). W 1953 roku został aresztowany za działalność polityczną i uwolniony w 1956 roku na mocy amnestii wdrożonej przez Mohammada Dauda Chana. W 1957 znalazł pracę jako tłumacz języka niemieckiego i angielskiego, co umożliwiło mu odstąpienie od służby wojskowej. Ostatecznie ukończył Kolegium Prawa i Nauk Politycznych w 1960 roku, a w 1961 roku rozpoczął pracę w Katedrze Kompilacji i Tłumaczeń Ministerstwa Edukacji. Od 1961 do 1963 roku pracował w Ministerstwie Gospodarki.

### Wczesna działalność polityczna
W czasie pobytu w więzieniu w latach 1953–1956, zaprzyjaźnił się ze współwięźniem Akbarem Chajbarem, który wprowadził Karmala bliżej w poglądy marksistowskie. Karmal zmienił nazwisko z Sultan Husajn na Babrak Karmal, co w języku Pasztunów oznacza Towarzysz Robotników, miał to być symbol zerwania z burżuazyjnym pochodzeniem. Kiedy został zwolniony z więzienia, kontynuował swoją działalność w związku studentów i zaczął promować marksizm. Resztę lat 50. i początek 60. spędził na angażowaniu się w organizacjach marksistowskich, dwie z czterech istniejących wówczas grup zostało ustanowionych przez niego samego. W 1964 roku w wyniku wprowadzenia w życie afgańskiej Konstytucji Tymczasowej, zalegalizowano tworzenie nowych podmiotów politycznych. Sytuację wykorzystało kilku wybitnych marksistów, którzy w styczniu 1965 roku w domu Nur Mohammada Tarakiego powołali do działania Ludowo-Demokratyczną Partię Afganistanu. Problemem w nowej partii stała się frakcyjność. Partia podzieliła się na Chalk prowadzony przez Tarakiego i Hafizullaha Amina oraz na bardziej umiarkowaną (i jednocześnie bardziej proradziecką) Parczam, prowadzoną przez Karmala.
W wyniku wyborów parlamentarnych z 1965 roku był jednym z czterech członków L-DPA wybranych do niższej izby parlamentu. Innymi elektami byli Anahita Ratebzad, Nur Ahmed Nur i Fezanul Hak Fezan. Ponadto do parlamentu wszedł jedyny reprezentant Chalk – Hafizullah Amin. Zwycięstwo Parczamu mogło być spowodowane m.in. finansowaniem kampanii tej frakcji przez Karmala. On sam w latach 60. stał się czołową postacią ruchu studenckiego, a pomogło mu w tym dojście do urzędu premiera Mohammada Haszima Majwandwala, który władzę przejął po tym, gdy wyszły na jaw zabójstwa przeprowadzone z inicjatywy poprzedniego rządu.
W 1967 roku L-DPA nieoficjalnie podzieliła się na dwie partie, jedną chalkowską, a drugą parczamowską. Rozwiązanie partii zostało zainicjowane poprzez likwidację chalkowskiej gazety o tytule Chalk. Karmal skrytykował Chalk za zbytni komunizm, a sam uważał, że partia powinna bardziej ukrywać orientację marksistowską zamiast ją promować. Według oficjalnej wersji wydarzeń, większość Komitetu Centralnego L-DPA odrzuciła krytykę Karmala. W głosowaniu po jego stronie opowiedziało się ośmiu dotychczasowych członków Komitetu. Karmal wraz z połową członków KC opuścił partię. Oficjalnie przyczyną podziału były różnice ideologiczne, ale innym powodem mogły też być różnice stylów i planów przywódcy Karmala i Tarakiego. Taraki chciał modelu partii leninowskiego, natomiast Karmal chciał budowy frontu demokratycznego. Innymi różnicami były sprzeczności społeczno-ekonomiczne; większość zwolenników Chalk pochodziła z biedniejszych regionów wiejskich i była z pochodzenia Pasztunami, parczamiści byli natomiast w większości bogatszymi mieszczanami i częściej posługiwali się językiem Dari. Chalk oskarżał Parczam o chęć koalicji z monarchią i pogardliwie nazywał frakcję „Królewską Partią Komunistyczną”. Zarówno Karmal i Amin zachowali swoje miejsca w parlamencie po wyborach parlamentarnych w 1969 roku.

### Rządy Daud Chana
W 1973 roku były premier Afganistanu Mohammad Daud Chan we współpracy z radykalnymi oficerami armii i frakcją Parczam obalił monarchię i ustanowił w jej miejsce Republikę Afganistanu. Po puczu amerykańska ambasada w Afganistanie określiła nowy rząd jako Komitet Centralny w radzieckim stylu w którym Karmal i Mir Akbar Chajbar zajmują czołowe pozycje. Większość ministerstw trafiło w ręce członków Parczam – Hasan Szark został wicepremierem, major Fajz Mohammad został ministrem spraw wewnętrznych a Nematullah Pażwak ministrem edukacji, ponadto Parczam przejął kontrolę nad resortami finansów, rolnictwa, komunikacji i spraw granicznych. Na początku 1974 roku zwolennicy Daud Chana i przedstawiciele Parczamu utworzyli Front Narodowy. Do 1975 roku, Daud umocnił swoją pozycję zwiększając uprawnienia wykonawcze, ustawodawcze i sądownicze. Ku niechęci Parczamu, Daud Chan zdelegalizował wszystkie partie polityczne oprócz Narodowej Partii Rewolucyjnej utworzonej przez niego samego. Tym samym Afganistan stał się państwem monopartyjnym.
Wkrótce po wprowadzeniu zakazu działalności opozycyjnej, Daud rozpoczął czystkę w rządzie z którego wydalił członków Parczam. Na skutek represji kierownictwo LDPA uległo zmianom i w rezultacie Taraki został wybrany na sekretarza generalnego a Karmal został drugim sekretarzem. Zabójstwo Chajbara będącego jednym z czołowych opozycjonistów oraz liderem frakcji radykalnej doprowadziło do rewolucji kwietniowej która odsunęła od władzy reżim Dauda i doprowadziła do przejęcia władzy przez L-DPA. W 1979 roku już po objęciu władzy, Karmal oskarżył swojego lidera wewnątrz partii, Amina, o zorganizowanie zabójstwa Chajbara.

### Rządy Tarakiego i Amina
Po udanej rewolucji władzę jako premier i przewodniczący Prezydium Rady Rewolucyjnej objął Taraki, który zachował swoją posadę sekretarza generalnego partii. Początkowo Taraki utworzył rząd składający się z dwóch przedstawicieli Parczam i Chalk. Karmal objął stanowisko wiceprzewodniczącego Rady Rewolucyjnej, a Amin został ministrem spraw zagranicznych – doprowadziło to do starć między tą dwójką zapoczątkowanych sporem co do przyznania członkostw oficerów, którzy brali udział w rewolucji w Komitecie Centralnym LDPA, co zresztą zostało przegłosowane na korzyść wojskowych czemu sprzeciwiał się Karmal. 27 czerwca, a więc trzy miesiące po rewolucji, Amin doprowadził Chalk do wyłącznego prawa do formułowania polityki rządu i podejmowania decyzji. Od lipca Amin prowadził wspartą przez Tarakiego akcję przeciwko Parczam. Karmal w obawie o swoje bezpieczeństwo ukrywał się w domu swojego przyjaciela z ZSRR. Karmal ponadto próbował skontaktować się z radzieckim ambasadorem w Afganistanie, Aleksandrem Puzanowem, aby omówić z nim zaistniałą sytuację – Puzanow odmówił spotkania i ujawnił lokalizację Karmala Aminowi. Należy jednak zaznaczyć, że ZSRR prawdopodobnie uratowało życie Karmala wysyłając go do Czechosłowacji. Na wygnaniu utworzył sieć kontaktu z pozostałymi przedstawicielami frakcji Parczam i wraz z nimi oraz byłym szefem sztabu armii Szapurem Ahmedazim zaplanował przeprowadzenie zamachu na Amina. Zamach nie udał się, gdyż afgański ambasador w Indiach poinformował o spisku rząd Amina. Doprowadziło to do wszczęcia dalszych czystek przeciwko Parczam i odwołaniu ambasadorów należących do tej frakcji. Niewielu z nich wróciło jednak do Afganistanu a sam Karmal oraz jego sojusznik Mohammad Nadżibullah, pozostali za granicą. Karmal spotkał się na emigracji z czołowymi przywódcami bloku wschodniego.
W tym samym czasie Amin zaczął nawiązywać coraz bliższe relacje z Zachodem oraz spotkał się z Gulbuddinem Hekmatjarem będącym jednym z czołowych antykomunistów w Afganistanie. Działania te doprowadziły do gwałtownego pogorszenia relacji afgańsko-radzieckich i w rezultacie przeprowadzenia operacji Sztorm-333, czyli puczu przeprowadzanego przez radzieckich komandosów. Karmal po puczu został namaszczony przez ZSRR jako prezes Prezydium Rady Rewolucyjnej. 27 grudnia 1979 roku Karmal w swoim przemówieniu dla Radia Kabul ogłosił przewrotu a współpracowników Amina określił jako uzurpatorów, morderców i prymitywnych katów. Karmalowi objęcia władzy pogratulowali Aleksiej Kosygin i Leonid Breżniew.

### Rządy Karmala

#### Liberalizacja systemu

Flaga Afganistanu przyjęta w okresie rządów Karmala

Początkowo oprócz stanowiska prezydenta obejmował też urząd premiera. Po dojściu do władzy obiecał utworzenie instytucji demokratycznych, wolne wybory i legalizację opozycyjnych partii politycznych. Ogłosił też amnestię w wyniku której na wolność wypuszczono więźniów dwóch poprzednich rządów. Obiecał utworzenie rządu koalicyjnego który nie będzie zwolennikiem socjalistycznego modelu państwa, podkreślając przy tym że wynegocjuje wsparcie polityczne, militarne i gospodarcze z ZSRR. Trzema najważniejszymi obietnicami Karmala były powszechna amnestia więźniów, upowszechnianie Podstawowych Zasad Demokratycznej Republiki Afganistanu i przyjęcie nowej flagi zawierającej tradycyjne barwy narodowe (poprzednia flaga była czerwona). Jego rząd przywrócił ponadto skonfiskowane mienie, przyznał koncesje przywódcom religijnym oraz sprywatyzował niektóre nieruchomości znacjonalizowane podczas wcześniejszych reform. Wszystkie te działania, z wyjątkiem ogólnej amnestii więźniów, były wprowadzane stopniowo. Z więzień wypuszczono 2600 więźniów politycznych w tym 600 członków Parczam a powszechna amnestia ogłoszona na obchodach szesnastej rocznicy powstanie LPDA (1 stycznia 1980 roku) była przez rząd bardzo nagłośniana. Karmal rozpoczął pracę nad Podstawowymi Zasadami Demokratycznej Republiki Afganistanu którymi była gwarancja praw demokratycznych tj. wolność słowa, prawo do bezpieczeństwa i życia, prawo do demonstracji, prawo do pokojowego zrzeszania się oraz do rzetelnego procesu sądowego. Amin w ramach zasad ogłosił, że państwo chronić będzie trzy rodzaje własności: państwową, spółdzielczą i własność prywatną. Podstawowe zasady doprowadziły do powstania dwóch ważnych organów państwowych: Specjalnego Sądu Rewolucyjnego badającego przestępstwa przeciwko bezpieczeństwa narodowemu i integralności terytorialnej oraz Instytut Prawa i Badań Naukowych – wprowadzenie tych dwóch instytucji uważanych za utrzymane w radzieckim stylu doprowadziło jednak do nieufności ze strony wielu Afgańczyków.
Prezydent rozszerzył bazę wsparcia dla LPDA na grupy społeczne które dotychczas były określane jako wrogowie rewolucji. Prezydent mianował też grupę osób niezwiązanych z ruchem komunistycznym na stanowiska rządowe – w okresie od marca do maja 1980 roku aż 78 na 191 osób mianowanych na stanowiska rządowe nie było członkami LDPA. Z jego inicjatywy w czerwcu 1981 roku odbył się zjazd założycielski Narodowego Frontu Ojczyzny. Karmal jako praktykujący muzułmanin przystąpił do powrotu do odwoływań do tradycyjnych zwyczajów afgańskich oraz islamskich. Na piątym plenum Komitetu Centralnego partii w czerwcu 1981 roku złożył rezygnację ze stanowiska premiera i na tym stanowisku został zastąpiony przez Sultana Alego Kesztmanda oraz doprowadził do zmian w Radzie Rewolucyjnej której aż pięciu członków nie było związanych z rządzącą partią. Nieortodoksyjne i liberalne podejście Karmala nie zatrzymało jednak rosnących niepokojów oraz rozłamu w rządzie którego liczni przedstawiciele przechodzili na stronę opozycji. Rozłamy nie zmieniły jednak kierunku obranego przez rząd. W styczniu 1984 roku Karmal drastycznie ograniczył reformę rolną wprowadzoną przez Tarakiego i Amina oraz zwiększył zakres granic gospodarstw ziemskich. Rząd kontynuował program alfabetyzacji oraz zwiększył prawa kobiet. We wrześniu 1985 roku odbyło się pierwsze od lat posiedzenie parlamentu starszyzny plemiennej Loja Dżirga. Przewodniczącym parlamentu został Abdurrahim Hatef niebędący członkiem LPDA. Podczas wyborów 1985-1986 zostało ustalone że 60% urzędników państwowych ma być osobami spoza rządzącej partii, a pod koniec rządów Karmal zdecydował o tym że kilku członków rządu na wysokim szczeblu nie będzie członkami partii.
Mimo postępującej liberalizacji, Karmal i Parczam po dojściu do władzy rozpoczął akcje przeciwko dawnym sojusznikom Amina. Akcja była zemstą za wcześniejsze represje tej frakcji wobec niego i jego sojuszników. Niemniej jednak podzielił on władzę między obiema frakcjami partii, przy czym radykalna Chalk posiadała niewielkie wpływy. Parczam swoje prowadzenie w partii utrzymał na konferencji partii w Kabulu z dnia 14–15 marca 1982 roku.

#### Wojna domowa i militaria
W marcu 1979 roku, budżet wojskowy wynosił 6,4 miliona dolarów amerykańskich co stanowiło 8,3 procent budżetu państwa, ale tylko 2,2 produktu krajowego brutto. Po interwencji radzieckiej, budżet obronny wzrósł do 208 mln USD w 1980 roku i 325 mln USD w 1981 roku. W 1982 roku stwierdzono, że rząd wydał na cele wojskowe około 22% wszystkich wydatków. W styczniu 1981 roku prezydent podwoił płace dla personelu wojskowego oraz zwiększył wiek dla rezerwistów do 35 roku życia. W okresie jego rządów wojskowi zyskali w rządzie szerokie wpływy. Liczba żołnierzy wzrosła z 25 tysięcy w 1980 roku do 40 tysięcy w połowie lat 80.

#### Polityka zagraniczna
Karmal utrzymywał napięte stosunki z Iranem i Pakistanem wspierającymi antyrządowych mudżahedinów oraz prowadził ściśle proradziecki kurs. ZSRR w zamian wspierał Afganistan na arenie międzynarodowej i odrzucił kilka zachodnich planów zakończenia wojny domowej, gdyż nie brały one pod uwagę afgańskiego rządu (większość zachodnich planów pokojowych wykluczała udział rządu i była przygotowana we współpracy z siłami afgańskiej opozycji). W 1985 roku Związek Radziecki zagroził, że jeśli Pakistan (który zresztą odmawiał uznania rządu LDPA) nadal będzie wspomagał mudżahedinów w Afganistanie, to ZSRR zacznie wspieranie beludżystańskich ruchów separatystycznych. Według niektórych źródeł sam Karmal miał być długoletnim agentem KGB.

### Odsunięcie od władzy
Karmal został odsunięty od władzy wraz z dojściem do władzy w ZSRR Michaiła Gorbaczowa, choć próby odsunięcia Karmala od władzy mogły pojawić się już w 1983 roku. Za potencjalnych następców Karmala uznawano Assadullaha Sarwariego z Chalk, uważany był on za kandydata ugodowego pomiędzy Pasztunami, Tadżykami i Uzbekami, uczestnika rewolucji kwietniowej Abdula al-Kadira Dagarwala oraz Nadżibullaha, który był pasztuńskim nacjonalistą. W listopadzie 1985 roku do Sekretariatu partii powołany został Nadżibullah. W marcu 1986 roku Karmal złożył wizytę w ZSRR w trakcie której przedstawiciele rządu próbowali go przekonać, że jest on zbyt chory aby dalej rządzić i powinien zrezygnować, z drugiej jednak strony radziecki lekarz powiedział mu że jest on w dobrym zdrowiu. Karmal przyznał jednak rację przedstawicielom rządu ZSRR i obiecał, że ustąpi ze stanowiska Sekretarza Generalnego, jednak Sowieci nie ufali w to zapewnienie i w rezultacie kontynuowali próby przekonania go do przyspieszenia procedury oddania władzy. Karmal zrezygnował z funkcji sekretarza generalnego na 18. plenum Komitetu Centralnego. Jego następcą został Nadżibullah. Mimo odsunięcia od władzy Karmal jako przewodniczący Rady Rewolucyjnej nadal miał poparcie w partii i wykorzystywał je w celu ograniczenia uprawnień Nadżibullaha którego bazą do sprawowania władzy była nie partia, lecz służby specjalne CHAD. W listopadzie 1986 roku ostatecznie odsunięto Karmala ze sprawowanych urzędów, a następnie zesłano go do Moskwy, gdzie otrzymał państwowe mieszkanie i własną daczę. Początkowo urząd przewodniczącego Rady Rewolucyjnej objął bezpartyjny Haji Mohammad Chamkani który został następnie zastąpiony przez Nadżibullaha.
Z nieznanych przyczyn, później został ponownie zaproszony do Kabulu przez Nadżibullaha. Plan Nadżibullaha miał na celu wzmocnienie jego pozycji w Partii Ojczyzny (przemianowanej LDPA) przez uspokojenie przedstawicieli Parczam będących zwolennikami Karmala. Plan nie udał się a mieszkanie Karmala stało się ośrodkiem opozycji. Gdy Nadżibullah został obalony w 1992 roku, Karmal stał się najpotężniejszym politykiem w Kabulu kontrolowanym przez Parczam. Karmal rozpoczął próby negocjacji z rebeliantami które zostały przez nich zerwane a 16 kwietnia tego samego roku rebelianci na czele z Gulbuddinem Hekmatjarem wkroczyli do miasta. Karmal przeprowadził się do Hairatanu gdzie próbował utworzyć nową partię lub zachęcać ludzi do przyłączania się do Islamskiego Ruchu Narodowego było to spowodowane tym że lider tej partii, Abdurraszid Dostum był zwolennikiem Karmala w okresie jego rządów. Według jego współpracowników stopniowo zaczął wykazywać brak zainteresowania polityką. W czerwcu 1992 roku ogłoszono, że wraz z Dostumem zginął w katastrofie lotniczej, jednak informacja ta okazała się fałszywa. Na początku grudnia 1996 roku zmarł w Centralnym Szpitalu Klinicznym w Moskwie na raka wątroby. Data jego śmierci została przez część źródeł podana na 1 grudnia, według innych był to 3 grudnia.